# Fimbriació
Fimbriació, nom que deriva de Fímbries. En vexil·lologia, és una franja d'un color clar, blanc (plata) o groc (or) que separa dues franges de dos colors foscos que, segons les regles heràldiques, no s'haurien de tocar (les combinacions de verd, blau, vermell i negre); també podria ser a l'inrevés: una franja fosca per separar dos colors clars (per exemple, per separar els dos colors de la bandera del Vaticà caldria una fimbriació). Exemples de fimbriació es troben a les banderes de les illes Åland, Atjeh, Botswana, Cap Verd, illes Feroe, Islàndia, Kenya, Corea del Nord, Moçambic, Namíbia, Noruega, Saint Kitts i Nevis, Santa Llúcia, Sud-àfrica, Surinam, Swazilàndia, Tanzània, i Trinitat i Tobago. Exemples de fimbriacions errònies són Guyana, Aborígens de les illes Torres, i l'Uzbekistan.